# Dubioníscids
Els dubioníscids (Dubioniscidae) són una família de crustacis isòpodes.

## Taxonomia
La família Dubioniscidae inclou tres gèneres:
- Calycuoniscus Collinge, 1915
- Dubioniscus Vandel, 1963
- Novamundoniscus Schultz, 1995